# Holly Johnson
William (Holly) Johnson (Liverpool, 9 februari 1960) is vooral bekend als zanger van de Britse groep Frankie Goes to Hollywood. Begin 1984 behaalde deze groep haar eerste nummer 1-hit met de single Relax. In 1987 verlaat Johnson de groep vanwege meningsverschillen over de te volgen muzikale richting. Hij wint een rechtszaak over zijn contract en komt in 1989 met zijn eerste soloalbum Blast, dat een eerste plaats haalt in de Britse hitlijsten. Hitsingles waren "Love train" en "Americanos".
In 1991, na het uitkomen van zijn tweede soloalbum Dreams that money can't buy ontdekt Johnson dat hij hiv-positief is. Hij stopt (tijdelijk) met muziek maken en begint zijn autobiografie te schrijven (A Bone In My Flute), die in 1994 uitkomt en een bestseller wordt.
Daarnaast is Johnson tekenaar en schilder. Zijn werken zijn onder andere te zien geweest in de Royal Academy. Zo nu en dan treedt hij weer met zijn oude band Frankie Goes to Hollywood op. In 2023 ging hij op tournee door Europa.
Van september 2024 tot juli 2025 loopt een tentoonstelling over zijn leven en carrière, The Holly Johnson Story in de Nationale Musea Liverpool.
Naar aanleiding van het 40-jarig jubileum van Welcome to the Pleasuredome gaat hij in 2025 op tournee in het Verenigd Koninkrijk en nog enkele Europese steden, waaronder Antwerpen, Brussel en Amsterdam.

## Discografie
Albums (CD)
- Blast (1989)
- Hollelujah - The Remix Album (1990)
- Dreams That Money Can't Buy (1991)
- Soulstream (1999)
- Europa (2014)

Singles (CD)
- Love Train (1989)
- Americanos (1989)
- Atomic City (1989)
- Heaven's Here (1989)
- Where Has Love Gone (1990)
- Across The Universe (1991)
- The People Want To Dance (1991)
- Legendary Children (All Of Them Queer) (1994)
- Disco Heaven (1999)
- The Power Of Love (1999)